# 霍格諾汗國家公園
47°28′N 103°38′E / 47.47°N 103.64°E

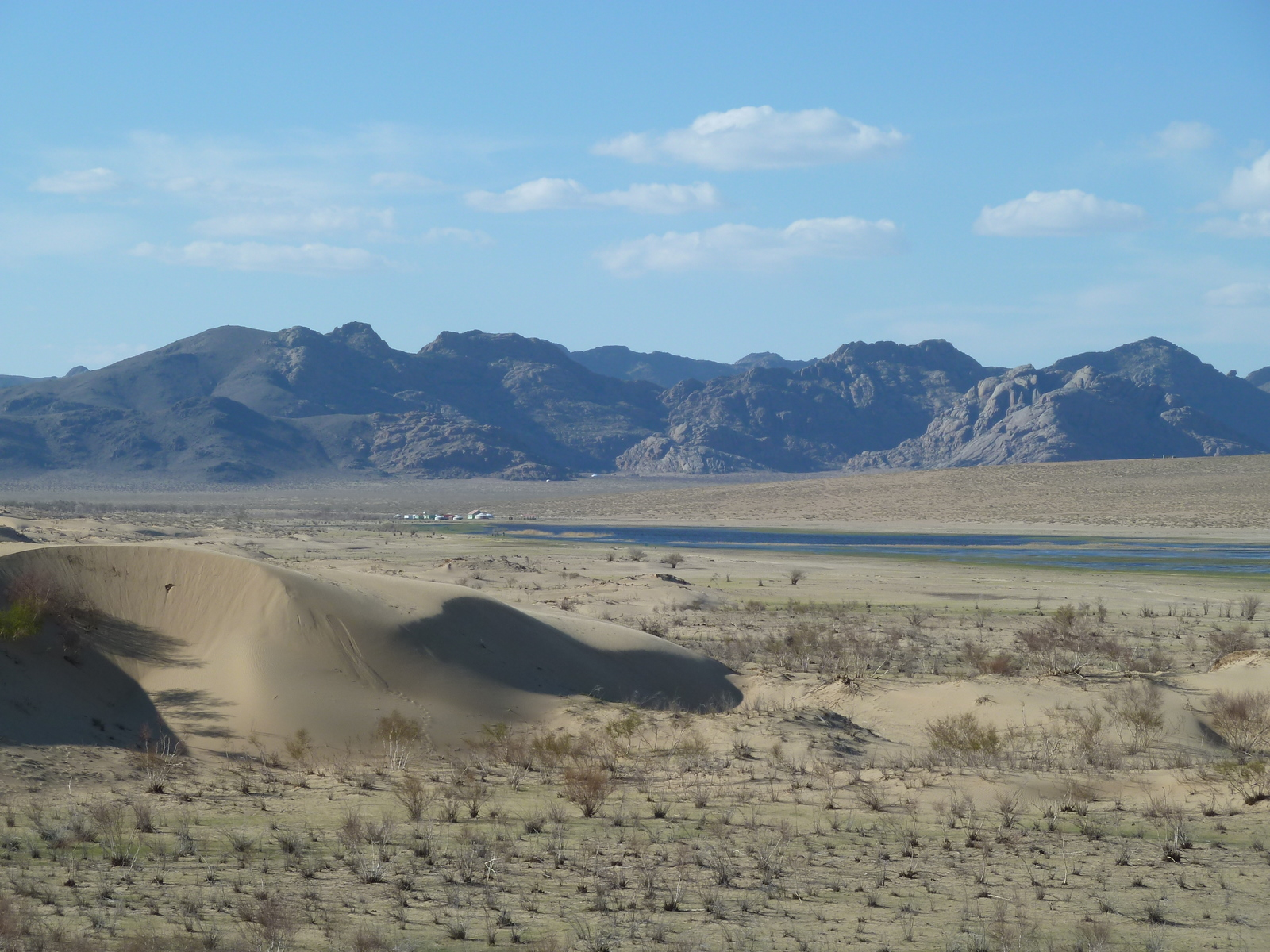

霍格諾汗國家公園是蒙古國的國家公園，位於該國中部，處於布爾干省，距離首都烏蘭巴托約240公里，成立於2003年，面積841平方公里。